# Hanif Kureishi
Hanif Kureishi (* 5. prosince 1954, Londýn) je dramatik, scenárista a spisovatel pákistánsko-britského původu. Ve svých dílech se zaměřuje na problematiku rasy, nacionalismu, imigrace a lidské sexuality.

## Život a dílo
Narodil se v Londýně a na místní univerzitě King's College studoval filozofii. Jeho nejslavnějším dílem je Má krásná pradlenka, jedná se o filmový scénář vyprávějící o homosexuálním chlapci pákistánsko-britského původu, který vyrůstá v Londýně 80. letech 20. století, film režíroval Stephen Frears. Scénář získal cenu newyorských filmových kritiků a byl také nominován na Oskara.
Jeho kniha Buddha z předměstí z roku 1990 (český překlad Jana Pařízka vyšel 1997) získala prestižní cenu Whitbread Award za nejlepší románovou prvotinu a v podobě televizního seriálu ji uvedla britská televizní stanice BBC, autorem hudby k seriálu byl David Bowie.
Kniha Intimacy z roku 1998 vzbudila pohoršení, česky vyšla v překladu Viktora Janiše pod názvem Byli jsme si blízcí v roce 2000. V příběhu se mimo jiné objevuje muž, který opouští manželku a dva malé syny, neboť cítí, že ho jeho žena fyzicky i emocionálně odmítá. Dalo by se říct, že vlnu nevole nevyvolala kniha jako taková, ale spíš fakt, že odráží autorův život - sám Kureishi totiž předtím opustil manželku a dva malé syny. V letech 2000 - 2001 byl román volně adaptován do filmové podoby. Film Intimacy, česky Intimita, režírovaný Patricem Chéreauem, sklízel úspěchy například na Berlínském mezinárodním filmovém festivalu: získal Zlatého medvěda za Nejlepší film, Stříbrný medvěd putoval do rukou Kerry Foxové, která zvítězila v kategorii Nejlepší herečka. Také tento film byl velice kontroverzní, zejména kvůli otevřeným sexuálním scénám. V roce 2005 přeložil Niki Karimi knihu do perštiny.
Jeho drama Matka převedl do filmové podoby Roger Michell. Získalo společnou první cenu v sekci Director’s Fortnight (Čtrnáct dní režisérů) na Filmovém festivalu v Cannes. V dramatu jsou zobrazeny mezigenerační vztahy, ovšem hrdinové si v jistém slova smyslu vymění role: sedmdesátiletá anglická dáma (Anne Reid) svede (Daniela Craiga), přítele své třicetileté dcery, která pracuje jako řemeslnice. Sexuální scény byly ve filmu kvůli obavám z cenzury nahrazeny realistickými kresbami.
Jeho scénář k filmu Venuše se dočkal následujících ocenění: Oskar, cena Britské akademie pro filmové a televizní umění (BAFTA), cena Cechu televizních herců (Screen Actors Guild), cena Asociace filmových kritiků (Broadcast Film Critics Association); nominaci na Zlatý Glóbus v kategorii Nejlepší herec získal za svou roli v tomto filmu Peter O'Toole.
Je ženatý a má tři syny.